# بوم‌شناسی جشن

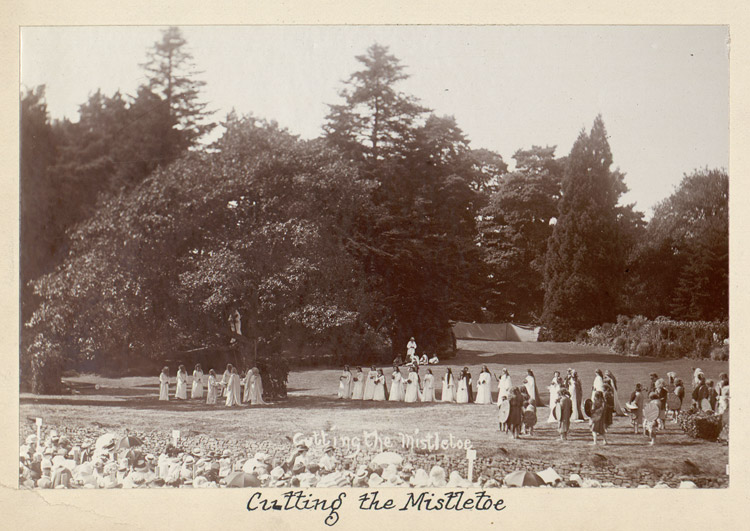
بریدن دارواش در بیلث ولز (۱۹۰۹)

بوم‌شناسی جشن (به انگلیسی: Festive ecology) به بررسی روابط بین نمادگرایی و بوم‌شناسی گیاهان، قارچ‌ها و جانوران مرتبط با رویدادهای فرهنگی مانند جشنواره‌ها، راهپیمایی‌ها و مناسبت‌های ویژه می‌پردازد. نمونه‌هایی از موضوعات در زیر آورده شده‌است.

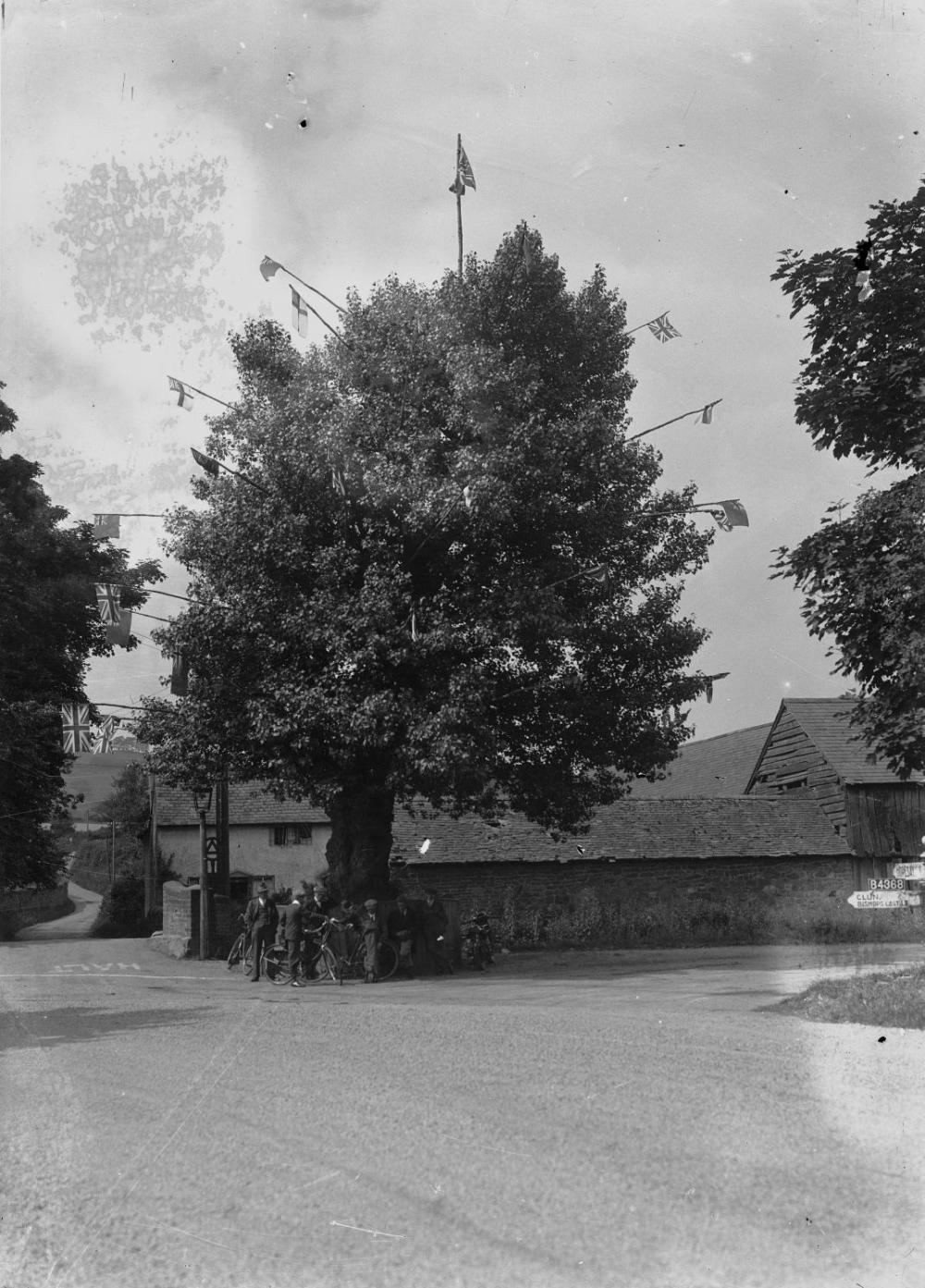
درخت آربور، استون آن کلون، دهه ۱۹۲۰

- درخت کریسمس
- خاس
- پیچک
- دارواش
- درختان سرخدار